# Gothaer Solutions
Die Gothaer Solutions GmbH (bis September 2023 Gothaer Systems GmbH) ist der zentrale IT-Dienstleister des Gothaer-Konzerns. Im Zuge der Umfirmierung im September 2023 wurde zudem der Tätigkeitsbereich auf versicherungsbezogene Leistungen innerhalb des Gothaer-Konzerns erweitert. Die Mitarbeiter entwickeln und betreuen alle unternehmensspezifischen Anwendungen der Gothaer.

## Leistungen
- Entwicklung und Integration neuer und bestehender Anwendungssysteme
- Beratung zu IT-Fragen im Konzern
- Management der Anwendungssysteme im laufenden Betrieb
- Bereitstellung der IT-Infrastruktur und -Services im Konzern vor Ort und in der Cloud
- Entwicklung von Versicherungslösungen für den Gothaer-Konzern[3]

## Geschichte
Die Gothaer gliederte die Datenverarbeitung 1994 in die Informationsverarbeitung und Dienstleistungen GmbH (IDG) aus. Am 15. Oktober 2008 wurde die IDG  in Gothaer Systems GmbH umfirmiert. Eine erneute Umfirmierung erfolgte am 4. September 2023 in die Gothaer Solutions GmbH. Sie ist eine 100%ige Tochter der Barmenia Gothaer Finanzholding Aktiengesellschaft.